# Ácido borónico

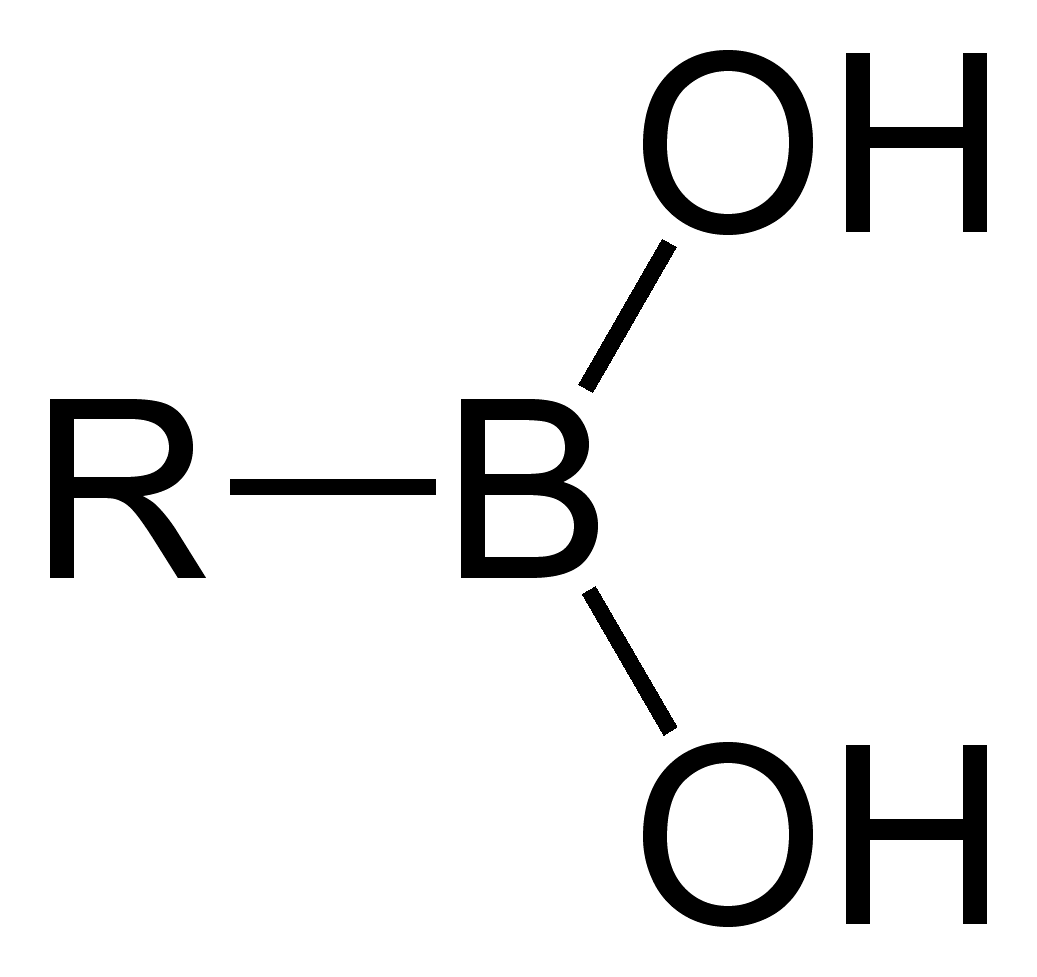
Estructura del ácido borónico, donde R es un sustituyente.

Un ácido borónico es un derivado alquil o aril substituido del ácido bórico que contiene un enlace carbono-boro, perteneciente a la gran clase de organoboranos. Los ácidos borónicos actúan como ácidos de Lewis. Se caracterizan por su capacidad de formar complejos covalentes reversibles con azúcares, aminoácidos, ácidos hidroxámicos, etc. El pKa de un ácido borónico es ~9, pero acomplejado en soluciones acuosas, forman complejos boronatos tetraédricos con pKa ~7. 
Los ácidos borónicos son usados frecuentemente en química orgánica como piezas químicas de síntesis e intermediarios predominantemente en el acoplamiento cruzado de Suzuki. Un concepto clave en esta química es la transmetalación de sus restos orgánicos al metal de transición.
El compuesto bortezomib con un grupo de ácido borónico es un fármaco utilizado en quimioterapia. 

## Ácidos borónicos
Existen mucho ácidos borónicos comerciales estables. Se caracterizan por sus altos puntos de fusión.
| Ácido borónico                   | R       |                              | Masa molar | Número CAS | Punto de fusión °C |
| Ácido fenilborónico              | Fenil   | Ácido fenilborónico          | 121.93     | 98-80-6    | 216-219            |
| Ácido 2-tienilborónico           | Tiofeno | Ácido 2-tienilborónico       | 127.96     | 6165-68-0  | 138-140            |
| Ácido metilborónico              | metil   | Ácido metilborónico          | 59.86      | 13061-96-6 | 91-94              |
| Ácido cis-propenilboronico       | propeno | Ácido cis-propenilborónico   | 85.90      | 7547-96-8  | 65-70              |
| Ácido trans-propenilboronico     | propeno | Ácido trans-propenilborónico | 85.90      | 7547-97-9  | 123-127            |
| Ácidos borónicos representativos |         |                              |            |            |                    |

## Ácidos borínicos y ésteres
Ácido Borínicos y ésteres borínicos tienen la estructura general R2BOR.
| compuesto                       | fórmula general | fórmula estructural |
| Ácido borónico                  | RB(OH)2         |                     |
| Éster borónico (éster boronato) | RB(OR)2         |                     |
| Ácido borínico                  | R2BOH           |                     |
| Éster borínico (éster borinato) | R2BOR           |                     |